# Zygaenula paradoxa
Zygaenula paradoxa är en tvåvingeart som beskrevs av Carl Ludwig Doleschall 1858. Zygaenula paradoxa ingår i släktet Zygaenula och familjen bredmunsflugor. Inga underarter finns listade i Catalogue of Life.